# Всеобщие выборы в Сербии (2022)
Всеобщие выборы в Сербии прошли 3 апреля 2022 года. Избирались 250 депутатов Народной скупщины и президент, одновременно прошли местные выборы в Белграде. Явка избирателей составила 58,6 %, действующий президент Александр Вучич переизбрался на второй срок.

## Парламентские выборы
250 членов Народной скупщины избираются по пропорциональной системе. Места распределяются по методу Д'Ондта. Порог в 3 % действует для всех политических сил, кроме партий этнических меньшинств (бошняков Санджака, венгров Воеводины и др.). Чтобы попасть в бюллетень, партиям меньшинств требуется собрать не менее пяти тысяч подписей потенциальных избирателей, против десяти тысяч у сербских партий. По состоянию на 2020 год 40 % кандидатов в избирательных списках должны быть женщинами.
В отличие от президентских, парламентские выборы 2022 года были досрочными — предыдущее голосование состоялось в июне 2020, в разгар пандемии COVID-19, и завершилось разгромом сил оппозиции, значительная часть которых призывала бойкотировать выборы. На фоне ухудшающейся эпидемиологической обстановки разгорелись массовые протесты. В октябре 2020 года президент Вучич заявил, что новые выборы пройдут в апреле 2022 или ранее.

### Итоговый бюллетень
M — список национального меньшинства (не применяется мин. порог в 3 %)
| №  | Коалиция                                                                                               | Партии | Прим. |
| -- | --- | --- | ----- |
| 1  | Александр Вучич — Вместе можем всё                                                                     | Сербская прогрессивная партия и другие                                                                              |       |
| 2  | Ивица Дачич — Премьер-министр Сербии                                                                   | Социалистическая партия Сербии, Единая Сербия, Зелёные Сербии                                                       |       |
| 3  | Альянс воеводинских венгров — Иштван Пастор                                                            | Альянс воеводинских венгров                                                                                         | M     |
| 4  | Доктор Воислав Шешель — Сербская радикальная партия                                                    | Сербская радикальная партия                                                                                         |       |
| 5  | Мариника Тепич — Вместе за победу Сербии                                                               | Партия свободы и справедливости, Народная партия, Демократическая партия и другие                                   |       |
| 6  | Сербская коалиция НАДА — Национал-демократическая альтернатива                                         | Демократическая партия Сербии, За Сербское королевство, Буневцы — граждане Сербии                                   |       |
| 7  | Милица Джурджевич-Стаменковски — Сербская партия Заветники                                             | Сербская партия Заветники                                                                                           |       |
| 8  | Наследие муфтия — Партия справедливости и примирения — Усаме Зукорлич                                  | Партия справедливости и примирения                                                                                  | M     |
| 9  | Мы должны — Действие                                                                                   | Не утопим Белград, Вместе за Сербию, Экологическое восстание, Выбор нашего района, Солидарность, Форум цыган Сербии |       |
| 10 | Суверенисты                                                                                            | Хватит, Здоровая Сербия, Живу для Сербии                                                                            |       |
| 11 | Бошко Обрадович — Сербское движение «Двери» — Патриотический блок за восстановление Королевства Сербии | Сербское движение «Двери», Движение за восстановление Королевства Сербии                                            |       |
| 12 | Вместе за Воеводину — Воеводинцы                                                                       | Демократический альянс хорватов Воеводины, Вместе за Воеводину                                                      | M     |
| 13 | ПДД Санджака — доктор Сулейман Углянин                                                                 | Партия демократического действия Санджака                                                                           | M     |
| 14 | Борис Тадич — Давай, народ                                                                             | Социал-демократическая партия и другие                                                                              |       |
| 15 | Альтернатива за перемены — Албанская демократическая альтернатива                                      | Альтернатива за перемены                                                                                            | M     |
| 16 | Албанская коалиция Прешевской долины                                                                   | Партия демократического действия, Демократическая партия, Движение демократического прогресса                       | M     |
| 17 | Украденные дети — Ана Пейич                                                                            | Группа граждан «Украденные дети»                                                                                    |       |
| 18 | Партия рома — Срджан Шайн                                                                              | Партия рома | M     |
| 19 | Альянс русского меньшинства                                                                            | Сербско-русское движение (в т.ч. движение «Левиафан»), Сербско-русская партия «Волки», Движение греков «Србиза»     | M     |

### Результаты
- Блок Вучича — 44,22 % (120 мест);
- Вместе за победу Сербии[серб.] — 14,12 % (38 мест);
- Социалистическая партия + Единая Сербия[англ.] + Зелёные Сербии[англ.] — 11,77 % (31 место);
- НАДА[англ.] — 5,55 % (15 мест);
- Морамо[англ.] — 4,85 % (13 мест);
- Двери—ПОКС[англ.] — 3,93 % (10 мест);
- Заветники — 3,83 % (10 мест);
- Альянс воеводинских венгров — 1,64 % (6 мест);
- Партия справедливости и примирения[англ.] — 0,97 % (3 места);
- Демократический союз хорватов Воеводины[англ.] — 0,65 % (2 места);
- Партия демократического действия Санджака[англ.] — 0,56 % (2 места)[5][1].

## Президентские выборы
Президент Сербии избирается в двух турах на пять лет и ограничен двумя сроками. Если ни один кандидат не получает большинства голосов в первом туре, проводится второй. Желающим участвовать в президентских выборах необходимо собрать 10 000 подписей. Кандидатом может стать любой гражданин страны старше 18 лет, при этом необязательно быть рождённым на территории Сербии.

### Кандидаты

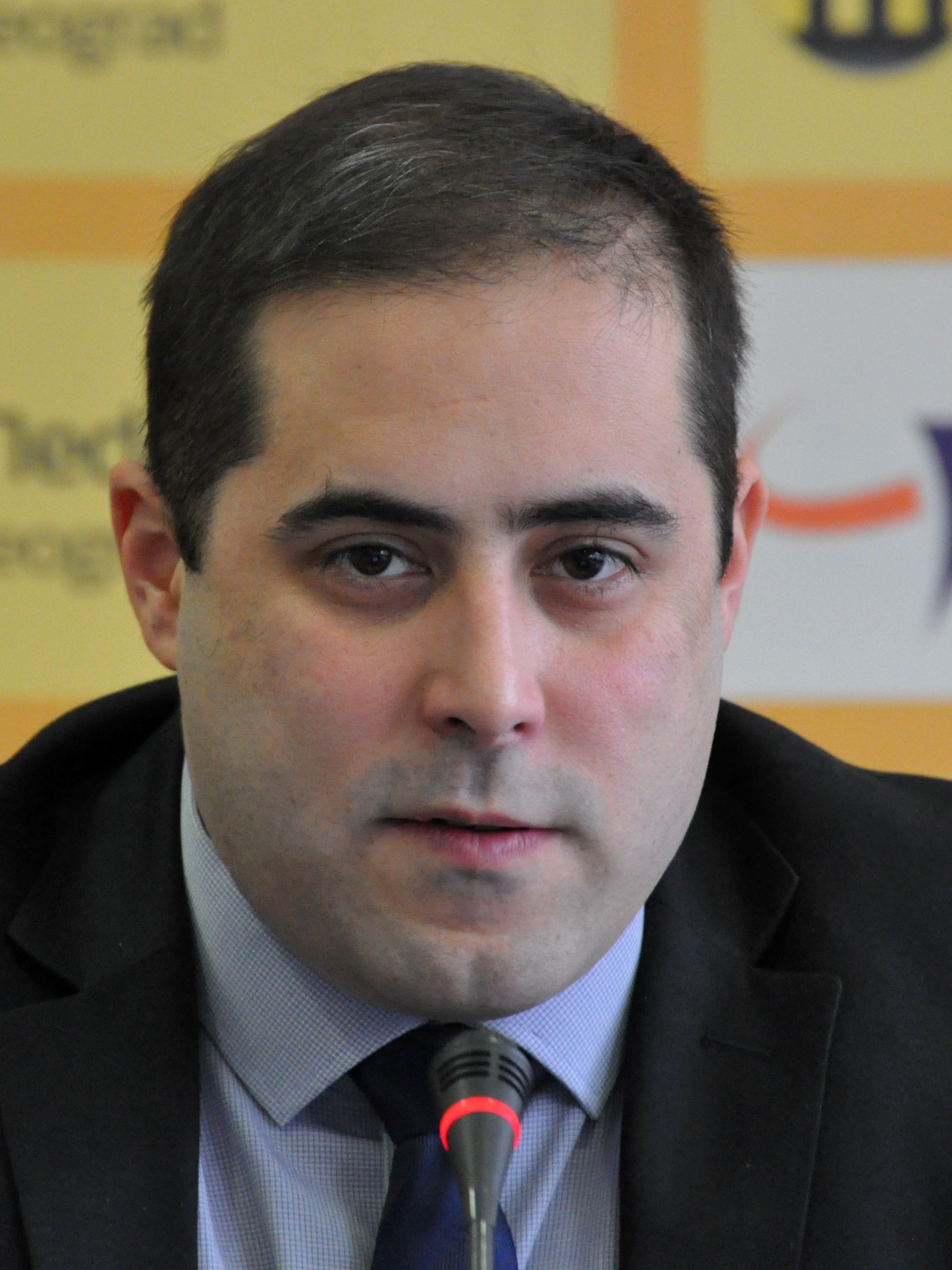
Миша Вацич
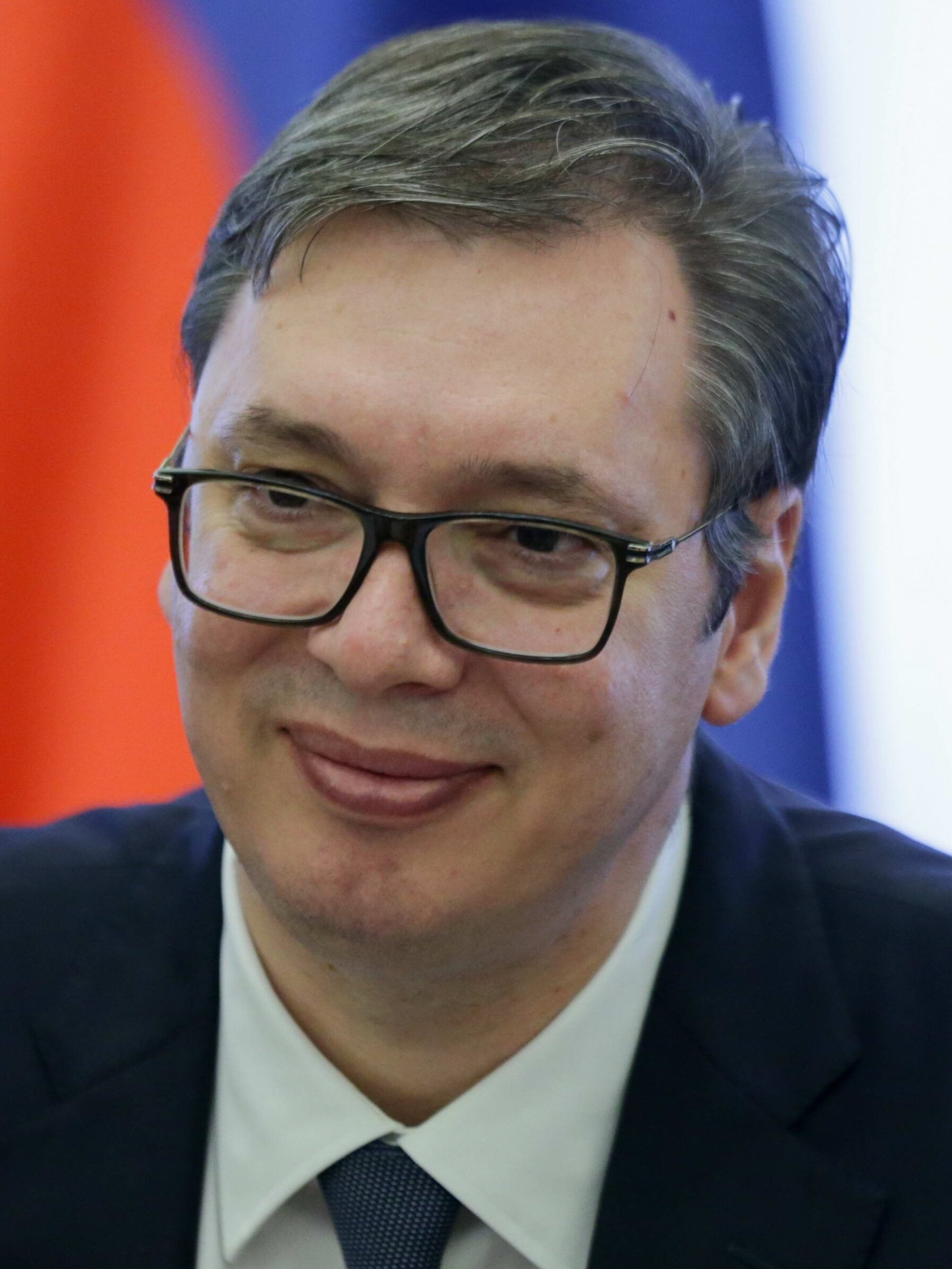
Александр Вучич
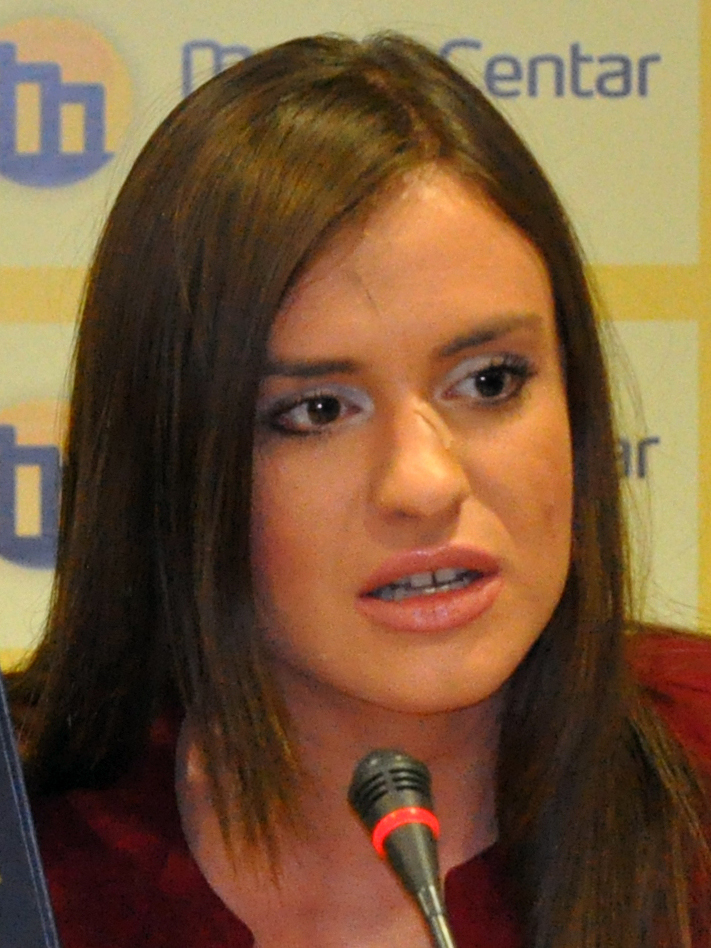
Милица Джурджевич Стаменковски
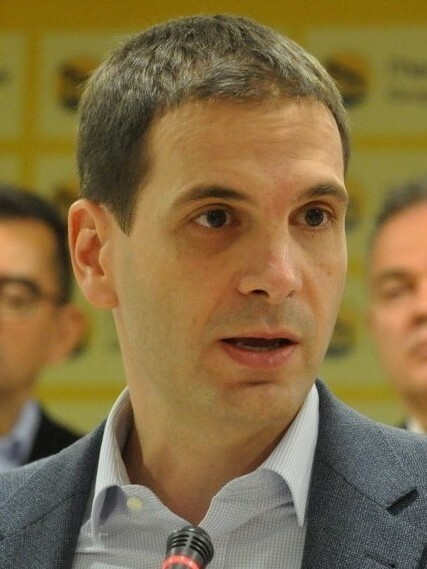
Милош Йованович
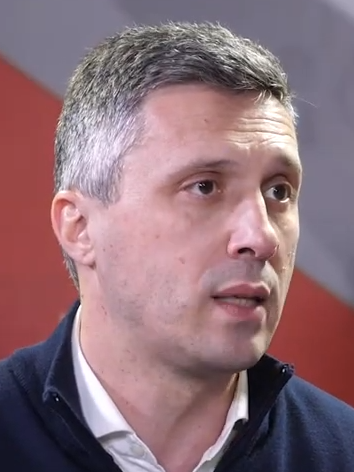
Бошко Обрадович
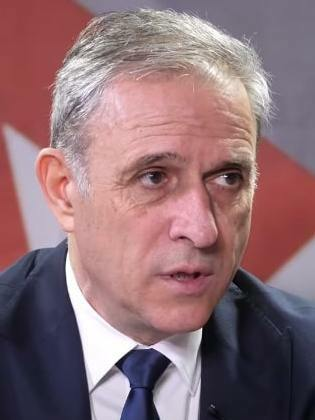
Здравко Понош
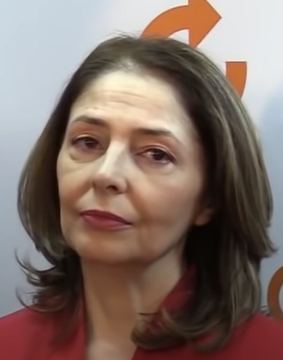
Бранка Стаменкович
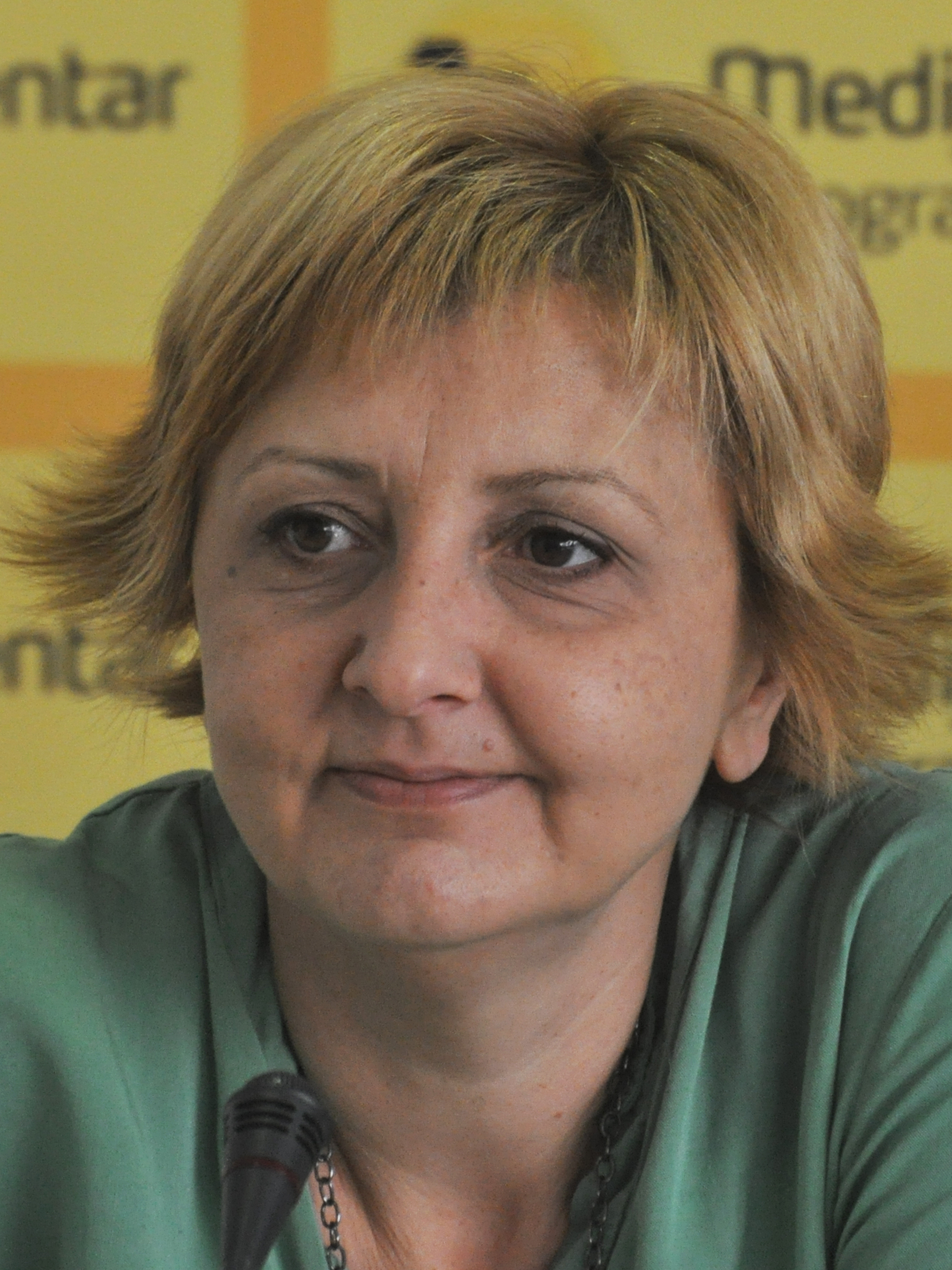
Биляна Стойкович

### Результаты
| Кандидат                       | Коалиция                              | Партия                                | Голосов   | %     |
| ------------------------------ | ------------------------------------- | ------------------------------------- | --------- | ----- |
| Александр Вучич                | Вместе можем всё                      | Прогрессивная партия                  | 2 224 555 | 60,01 |
| Здравко Понош                  | Вместе за победу Сербии               | Народная партия                       | 698 497   | 18,84 |
| Милош Йованович                | Национал-демократическая альтернатива | Национал-демократическая альтернатива | 226 118   | 6,10  |
| Бошко Обрадович                | Двери — ПОКС                          | Двери                                 | 165 167   | 4,46  |
| Милица Джурджевич-Стаменковски | Заветники                             | Заветники                             | 160 545   | 4,33  |
| Биляна Стойкович               | Мы должны                             | Мы должны                             | 122 368   | 3,30  |
| Бранка Стаменкович             | Суверенисты                           | Суверенисты                           | 77 027    | 2,08  |
| Миша Вацич                     | —                                     | Сербские правые                       | 32 943    | 0,89  |
|                                |                                       |                                       |           |       |
| Действительных голосов         | Действительных голосов                | Действительных голосов                | 3 707 220 | 97,63 |
| Недействительных голосов       | Недействительных голосов              | Недействительных голосов              | 89 926    | 2,37  |
|                                |                                       |                                       |           |       |
| Явка                           | Явка                                  | Явка                                  | 3 797 146 | 58,63 |
| Зарегистрировано избирателей   | Зарегистрировано избирателей          | Зарегистрировано избирателей          | 6 502 307 |       |

## Комментарии
1. ↑  Социал-демократическая партия Сербии, Движение социалистов, Партия объединённых пенсионеров Сербии, движение «Сила Сербии», Сербская народная партия, Сербское движение обновления, Народная крестьянская партия, Объединённая крестьянская партия, Лучшая Сербия
2. ↑  Движение свободных граждан, Обратное движение, Демократическое сообщество воеводинских венгров, Гражданская платформа, движение «Отечество», «Слога», партия македонцев Сербии, партия влахов, Движение свободной Сербии
3. ↑  Новая партия, «1 из 5 миллионов», Толерантность Сербии, Объединённое движение зелёных Сербии, Бошняцкая гражданская партия, Партия черногорцев